# 伯明翰諾斯菲爾德 (英國國會選區)
伯明翰諾斯菲爾德（英語：Birmingham, Northfield），英國國會一自治市選區，位於英格蘭西米德蘭茲郡伯明翰最南部，包括四個地方選區。
該區始創於1950年。除了1980年代以外，本區傾向支持工黨。2010年大選中工黨的理查德·伯登以40.3%選票四度成功連任。